# Градчаны
Градчаны (чеш. Hradčany, нем. Hradschin) — один из четырёх исторических районов Праги, сохранявших до 1784 года право на самоуправление.
Старая императорская резиденция Пражский град и примыкающий к нему крепостной город Градчаны расположены на просторном скалистом холме левого берега реки Влтавы. Название района произошло от слова «hrad», что на чешском языке означает «замок, крепость, укрепленное поселение».

## История Градчан
До начала XIX века к западной части Пражского Града подступал лес, через который проходила дорога до Бржевновского, а позже и Страговского монастыря, и вела далее в сторону северо-западной Богемии. У этой дороги, возле Града (на месте современной Градчанской площади) было старое славянское поселение, которому около 1333 года бургграф Пражского града Гинек II Берка из Дубы присвоил статус города. Он стал третьим и самым маленьким из пражских городов (после Старе Место и Мала Страны). Градчаны стали не королевским городом, а подданским. Градчаны вплоть до получения статуса королевского города в 1598 году находился в феодальном владении и прямом подчинении высочайшего бургграфа Чешского королевства. Фактически весь город состоял из пространства для проведения рыночных торгов и двух улиц.
Это поселение во времена правления чешского короля Карла IV (1375 год) было расширено далее на запад до современных площади Погоржелец, Лоретанской площади и района Новый Свет, а также защищено системой крепостных стен (Голодная стена). Как и расположенный рядом город Мала Страна, Градчаны стали жертвой разрушений гуситских войн в 1420 году и в 1541 выгорели полностью вместе с территорией Пражского Града.
После этого пожара освободившуюся от прежних застроек площадь начали выкупать дворяне и представители церкви, стали вырастать дворцы в стиле ренессанс и канонические дома. Престиж города возрос в 1598 году, когда император Рудольф II Габсбург присвоил ему статус «Королевского города», приблизительно к этому же времени (1588 год) относится строение здания Градчанской ратуши, на дверях которой до сегодняшнего дня находится металлический «пражский локоть» — официальная мера длины того времени.
До первой половины XVIII столетия Градчаны от комплекса Пражского Града были отделены глубоким искусственным рвом с откидным мостом. В 1784 году в ходе реформы Иосифа II Градчаны был в составе других трёх городов объединены в Королевский город Прага. В настоящее время Градчаны входят в состав административных районов Прага 1 и Прага 6.

## Основные достопримечательности
- Градчанская ратуша (1598, ренессанс); Вид на Градчаны с юго-запада

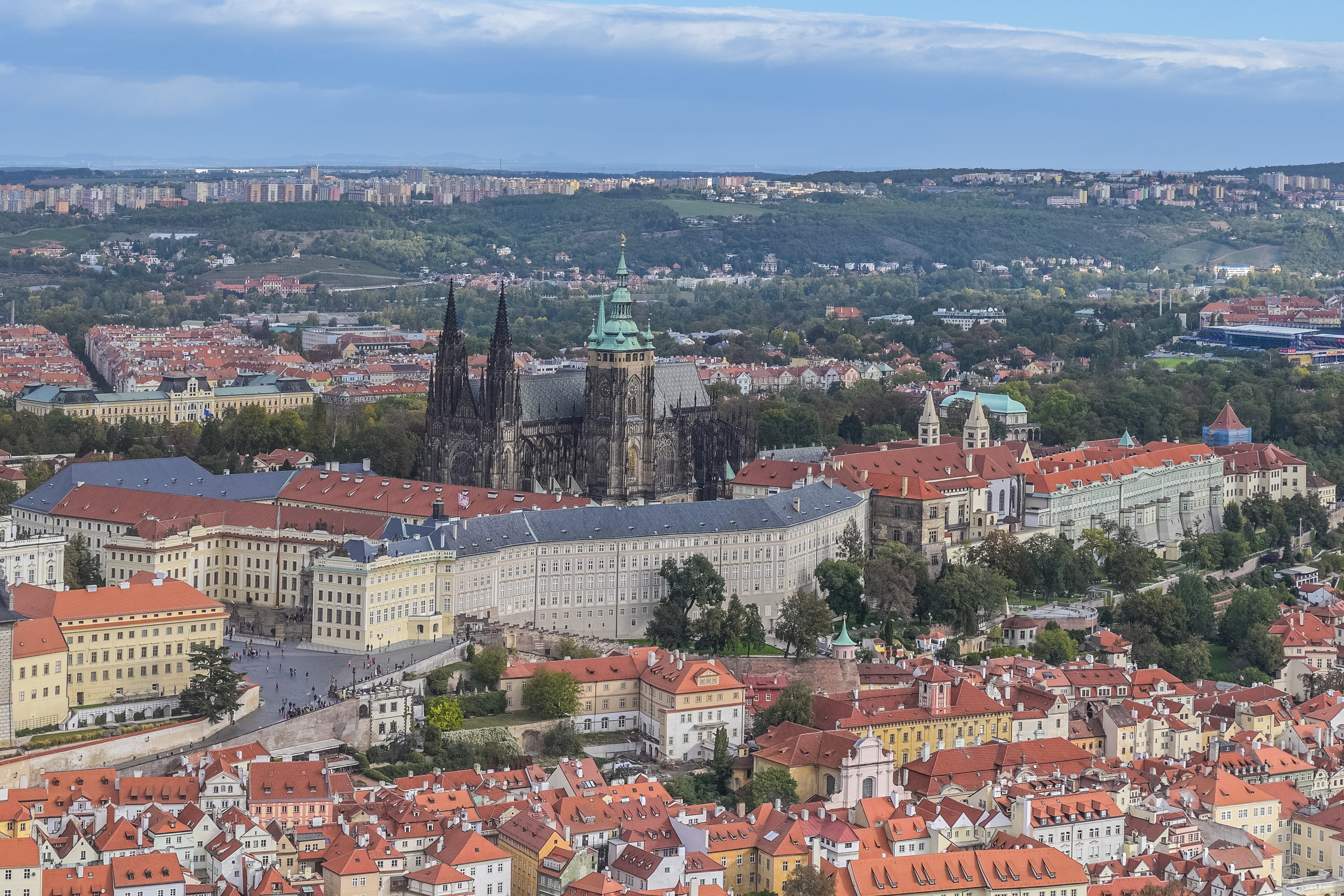
Вид на Градчаны с юго-запада

- Шварценбергский дворец (1545-63, ренессанс, роспись 1580, ныне Военно-исторический музей);
- Мартиницкий дворец (1552-63, 1598, 1624, ренессанс; ныне Канцелярия главного архитектора);
- Архиепископский дворец (1562-64, 1669-94, 1763-64, барокко);
- Чернинский дворец (1669—1720, барокко; ныне Министерство иностранных дел);
- Тосканский дворец (1690, барокко);
- Штернбергский дворец (1690—1720, барокко; ныне Национальная галерея);
- Гложекский дворец (конец XVII в.; ныне посольство Австрии);
- Дитрихштейнский и Грзанский дворцы (XVIII век, барокко; ныне парадные государственные резиденции);
- Сальмский дворец (1800-10, ампир; ныне посольство Швейцарии);
- Пражская Лорета (1626—1756, барокко);
- Страговский монастырь (заложен в 1140 г., романский и готический стили) с Йозефинской библиотекой (1782-84; ныне Музей национальной письменности);
- Костёл св. Яна Непомуцкого (1720-28, барокко, арх. К. И. Динценгофер);
- Монастырь капуцинов на Лоретской площади (1601, ренессанс и барокко);
- Костёл св. Роха (1603-12; поздняя готика);
- Костёл девы Марии на Страговске надворжи (строился с XII по XVIII века, разностилье);
- Чумной столб со статуей девы Марии (1726, барокко).